# Giuseppe Delfino
Giuseppe Delfino (Turim, 22 de novembro de 1921 – Turim, 10 de agosto de 1999) foi um esgrimista italiano de espada, detentor de seis medalhas olímpicas e sete mundiais. Por sua contribuição esportiva, foi incluído em 2015 na Calçada da Fama do esporte italiano.

## Biografia e carreira
Nascido em 22 de novembro de 1921, na cidade de Turim, Delfino começou a praticar esgrima nas instalações esportivas da FIAT, numa fábrica em que ele trabalhava. No entanto, ele precisou interromper as atividades por cinco anos devido à Segunda Guerra Mundial.
Após retornar do confronto militar, Delfino integrou uma equipe italiana múltipla campeã das décadas de 1950 e 1960, incluindo seis títulos mundiais nos anos de 1950, 1953, 1954, 1955, 1957 e 1958, além dum bronze individual em 1959. Nos Jogos Olímpicos, sua primeira participação ocorreu no evento por equipes da edição de 1952 quando foi campeão olímpico ao lado de Carlo Pavesi, Dario Mangiarotti, Edoardo Mangiarotti, Franco Bertinetti e Roberto Battaglia. No mesmo evento, ele voltou a ser campeão olímpico nas duas edições seguintes e obteve uma medalha de prata em 1964. Já no individual, conquistou o título olímpico nos Jogos de Roma (1960) e uma prata (1956).
Depois de se retirar da carreira sênior, Delfino foi presidente dos clubes Torino e Ivrea. Este último, inclusive, foi renomeado mais tarde para Circolo Scherma Giuseppe Delfino. Em maio de 2015, uma placa em sua homenagem foi incluída na Calçada da Fama do esporte italiano.

## Palmarès
- Jogos Olímpicos:[2]
  -  Espada individual: 1960.
  -  Espada por equipes: 1952, 1956 e 1960.
  -  Espada individual: 1956.
  -  Espada por equipes: 1964.
- Campeonatos mundiais:[2]
  -  Espada por equipes: 1950, 1953, 1954, 1955, 1957 e 1958.
  - : Espada individual: 1959.

## Falecimento
Delfino morreu em 10 de agosto de 1999, aos 77 anos, vítima dum enfarte.